# Heinrich Wieland
Heinrich Otto Wieland (ur. 4 czerwca 1877 w Pforzheim, zm. 5 sierpnia 1957 w Monachium) – niemiecki profesor chemii uniwersytetu w Monachium. 
Zajmował się badaniami substancji pochodzenia naturalnego, m.in. kwasów żółciowych, steroidów, toksyn ropuch, alkaloidów i hormonów płciowych, publikując wielokrotnie swoje wyniki w czasopiśmie Nature. Prowadził nad nimi badania strukturalne i aplikacyjne pod kątem wykorzystania jako – wiele z nich zostało wprowadzonych na rynek jako analgetyki. Jego zespół ustalił strukturę lobeliny i przeprowadził jej syntezę totalną. Wieland miał też istotny wkład w odkryciu budowy morfiny. Zajmował się studiowanie mechanizmu biologicznego utleniania. 
W roku 1927 przyznano mu Nagrody Nobla w dziedzinie chemii za badania nad konstytucją kwasów żółciowych i podobnych substancji. W 1952 otrzymał Pour le Mérite za Naukę i Sztukę